# Hindenburg (cepelin)
LZ 129 Hindenburg (nemško: Luftschiff Zeppelin #129); registracija: D-LZ 129) je bila velika nemška zračna ladja (cepelin) s togo strukturo in glavna ladja razreda Hindenburg. Bila največja zračna ladja po volumnu. Načrtovalo in zgradilo jo je podjetje Luftschiffbau Zeppelin GmbH v Friedrichshafnu, z njo je poslovalo podjetje Deutsche Zeppelin-Reederei. Prvič je poletela marca 1936 in uspešno izvedla 63 poletov, potem pa jo je 14 mesecev kasneje uničil požar 6. maja 1937. Ladja je bila napolnjena z vodikom, ker Združene države Amerike niso  hotele prodati helija nacističnemu režimu. Helij ne gori in je zato bolj varen, vodik pa je dosti cenejši in daje več vzgona kot helij.
Hindenburg je imel togo strukturo iz duraluminija. Imela je 15 nepropustnih pregrad z 16 velikimi vrečami iz bombaža (celicami)  za vodik, ki je zagotavljal vzgon. Zunanja površina je bila iz bombaža z reflektivno plastjo, ki je ščitila pred sončnim UV in IR sevanjem, da se vodik ne bi pregrel. Možna je bila uporaba duraluminija iz strmoglavnjene britanske ladje R101, Zeppelin je namreč kupil 5000 kg duraliminij  iz te ladje.
Pojav letal, plovil težjih od zraka, je napovedal konec tem veličastnim plovilom. Malo je pripomogla tudi nesreča Hindenburga. Danes ni v uporabi skoraj nobene zračne ladje s togo strukturo. Uporabljajo se precej manjši nerigidni "blimpi", katerih obliko balona vzdržuje helij. Obstajajo načrti za nove super ladje kot so SkyCat, Walrus HULA in Lockheed Martin P-791

## Tehnične specifikacije
- Posadka: 40 do 61
- Kapaciteta: 50–72 potnikov
- Dolžina: 245 m
- Premer: 41,18 m
- Volumen: 200.000 m3
- Motorji: 4 × Daimler-Benz DB 602 dizelski, 890 kW (1200 KM) vsak
- Največja hitrost: 135 km/h (85 vozlov)